# Aleksandr Konstantinovich Glazunov
Aleksandr Konstantinovich Glazunov (tiếng Nga: Александр Константинович Глазунов) (1865-1936) là nhà soạn nhạc, nhạc trưởng, nhà sư phạm người Nga.

## Cuộc đời và sự nghiệp
Aleksandr Glazunov là học trò của Nikolay Rimsky-Korsakov. Năm 16 tuổi, Glazunov đã viết bản giao hưởng đầu tiên do Mily Balakirev dàn dựng và chỉ huy, được khen ngợi là một tài năng nhiều hứa hẹn. Sau đó, Glazunov gặp Franz Liszt tại Weimar, chịu ảnh hưởng của Liszt cũng như của Richard Wagner. Năm 1905, Glazunov là hiệu trưởng của Nhạc viện Sankt Petersburg. Sau Cách mạng tháng Mười Nga, ông tiếp tục hoạt động âm nhạc trong nước. Năm 1922, ông được phong tăng danh hiệu Nghệ sĩ nhân dân. Rời Nga năm 1928, Glazunov sang Pháp chữa bệnh rồi định cư tại Paris cho đến cuối đời.

## Phong cách sáng tác
Aleksandr Glazunov có sáng tác chính là khí nhạc, thể hiện trong đó những thành tựu và truyền thống của âm nhạc kinh điển Nga. Âm nhạc của Glazunov mang tính anh hùng ca hoành tráng, lạc quan, giai điệu phong phú và cấu trúc rành mạch, có bản lĩnh bậc thầy về phức điệu.

## Các tác phẩm
Dưới đây là các tác phẩm của Aleksandr Glazunov:
- Các vở ballet:

- Raymonda (1898)
- Bốn mùa (1900)

- bốn bản cantata
- Các tác phẩm cho dàn nhạc giao hưởng, trong đó có:

- chín bản giao hưởng (được sáng tác vào các năm 1881, 1886, 1890, 1893, 1895, 1896, 1902, 1906, 1909)
- Giao hưởng thơ:

- Stepan Razin (1885)
- Biển (1889)
- Mùa xuân (1891)

- Bản concerto cho violin (1904)
- Bản concerto cho piano:

- Số 1 (1910)
- Số 2 (1917)

- Bản concerto cho saxophone (1931)

- bảy bản tứ tấu đàn dây (sáng tác trong các năm 1882-1930)
- Bản ngũ tấu đàn dây (1895)
- Bản tứ tấu saxophone (1931)
- hai bản sonata cho piano
- Các bản romance